# 伊夫舍姆鎮區 (新澤西州)
伊夫舍姆鎮區（英語：Evesham Township）是位於美國新澤西州伯靈頓縣的一個鎮區。

## 地方資料
伊夫舍姆鎮區的面積為76.62平方千米，當中陸地面積為75.51平方千米，而水域面積為1.11平方千米。根據2020年美國人口普查的數據，當地共有人口46826人，而人口密度為每平方千米611.15人。